# Supercoppa belga 2019 (pallavolo femminile)
La Supercoppa belga 2019 si è svolta il 13 ottobre 2019: al torneo hanno partecipato due squadre di club belghe e la vittoria finale è andata per la dodicesima volta, la quarta consecutiva, all'Asterix Avo.

## Regolamento
Le squadre hanno disputato una gara unica.

## Squadre partecipanti
| Squadra         | Qualificazione                      | Ultima partecipazione |
| --------------- | ----------------------------------- | --------------------- |
| Asterix Avo     | Vincitrice Liga A 2018-19           | Supercoppa belga 2019 |
| Hermes Oostende | Vincitrice Coppa del Belgio 2018-19 | Debutto               |

## Torneo
| 13 ottobre 2019 Sportcampus Lange Munte, Courtrai Durata: ? - Spettatori: ? | Asterix Avo | 3 - 0 | Hermes Oostende | 25-23, 25-11, 25-18 |